# Nobuo Matsunaga
Nobuo Matsunaga (松永 信夫 Matsunaga Nobuo?,  6 de diciembre de 1921 en Shizuoka - 25 de septiembre de 2007 en Shizuoka) fue un futbolista japonés que se desempeñaba como centrocampista.
Matsunaga jugó 4 veces para la selección de fútbol de Japón entre 1954 y 1955. Matsunaga fue elegido para integrar la selección nacional de Japón para los Juegos Asiáticos de 1954.

## Trayectoria

### Clubes
| Club               | País  | Año  |
| ------------------ | ----- | ---- |
| Nippon Light Metal | Japón | ???? |

### Selección nacional
| Selección | País  | Año         |
| --------- | ----- | ----------- |
| Absoluta  | Japón | 1954 - 1955 |

## Estadística de equipo nacional
| Selección de Japón | Selección de Japón | Selección de Japón |
| Año                | Part.              | Goles              |
| ------------------ | ------------------ | ------------------ |
| 1954               | 3                  | 0                  |
| 1955               | 1                  | 0                  |
| Total              | 4                  | 0                  |